# Joes Brauers
Joes Brauers (Bocholtz, 4 augustus 1999) is een Nederlandse acteur.

## Jeugd
Hij is afkomstig uit een mijnwerkersfamilie, alwaar moeder werkzaam was in de zorg en vader als buschauffeur. Brauers’ zus omschreef het als een Triviantgezin, accent op allerlei weetjes. Hij doorliep zijn middelbare school aan de HAVO, Bernard Lievegoed College in Maastricht. Daarna volgde hij tussen 2016 en 2020 de acteursopleiding van Toneelacademie Maastricht. 

## Loopbaan
Al tijdens zijn basisschool was hij te zien in de musical Ciske de Rat. Brauers werd landelijk bekend door zijn rol als Kruimeltje in de gelijknamige Nederlandse musical Kruimeltje. Deze rol bemachtigde hij in 2010 door het winnen van de landelijke televisie-zoektocht Wie wordt Kruimeltje? In 2022 werd hij voor zijn hoofdrol in Do Not Hesitate genomineerd voor een Gouden Kalf en in 2023 won hij een Musical Award voor zijn vertolking van kapelaan Erik Odekerke in Dagboek van een herdershond en speelde hij de hoofdrol in de speelfilm Hardcore Never Dies van Jim Taihuttu.
In 2024 won Brauers het 23e seizoen van de tv-quiz De Slimste Mens. In dat jaar woont hij samen met actrice Julia Akkermans in Molenwijk, Amsterdam-Noord. Eind 2024 was Brauers deelnemer van de jubileumeditie van De Slimste Mens. Na drie afleveringen werd Brauers door Art Rooijakkers uit het spel gewerkt.

## Rollen

### Filmografie
- 2025: De Vuurwerkramp - Paul Brauckmann - regie: Laurens Blok (EO)
- 2025: Elixer (televisieserie) - Jannes - regie Dana Nechushtan (BNNVARA)
- 2025: Patsers (film) - Danny - regie Adil El Arbi en Bilall Fallah (A Team Productions)
- 2024: Tolk (korte film) - arts - regie Dahiana Candelo (Smarthouse Films)
- 2024: Fuck-A-Fan (korte film) - Thomas - regie Muriel D'Ansembourg (Isabella Films)
- 2023: Hardcore Never Dies (film) - Michael Spaans - regie Jim Taihuttu (New Amsterdam Film Company)
- 2023: Mag ik je aanraken? (documentaire) - zichzelf - regie Tamar van den Dop (Witfilm)
- 2023: De droom van de jeugd (televisieserie) - Frans - regie Bram Schouw en Simone van Dusseldorp (Topkapi Films)
- 2023: Mascotte - Nick - regie Remy van Heugten (BIND Film)
- 2022: Dirty Lines - Mischa Brandt - regie Pieter Bart Korthuis, Anna van der Heide en Thomas Kaan (Netflix)
- 2022: The Young Man as a Movie Star (film-installatie) - Bully - regie Bart Groenendaal (Labyrint Film)
- 2022: Kreupelhout (korte film) - Jamie - regie Tim Ewalts (KASK)
- 2021: Do Not Hesitate - Erik Hoogvliet - regie Shariff Korver (Lemming Film); stagefilm
- 2021: De Oost - Herman Keizer - regie Jim Taihuttu (New Amsterdam Film Company)
- 2020: All Stars en Zonen - Nero van Loen - regie Jean van de Velde (BNNVARA)
- 2020: Quo vadis, Aida? - Boudewijn - regie Jasmila Žbaniç (N279 Entertainment e.a.)
- 2018: Fucking Cola! (korte film) - Stef - regie Sophie van de Pol (IJswater Films)
- 2018: Voor het donker (korte film) - Kamiel - regie Marit Weerheijm (N279 Entertainment/Room for Film)
- 2018: Voor galg en rad (korte film) - Mathias Ponts
- 2017: Anders (korte film) - Lucas
- 2017: Flikken Maastricht (televisieserie) - Robbie
- 2016: Kappen! (film) - Chris
- 2016: A'dam - E.V.A. (televisieserie) - Floris Franssen - regie Norbert ter Hall (Flinck Film)
- 2016: Rundfunk (televisieserie) - Leerling #83 - regie Rob Lücker (Kemna & Zonen)
- 2016: On Y Va (48h Cinekid) - Jay - regie Lucas van der Rhee (Noordzee 940) (Jury- & Publieksprijs beste film)
- 2016: Horizon (One Night Stand XI) - Boris - regie Giancarlo Sanchez (Baldr Film) (Gouden Kalf beste tv-drama 2016)
- 2016: Flynn? - Flynn - regie Muck van Empel (Nederlandse Filmacademie)
- 2015: Tessa (televisieserie) - Jasper Blom - regie Pieter van Rijn & Anne de Clerq (Warner Bros Nederland & BNN)
- 2015: Code M - Jules - regie Dennis Bots (Bijker film en TV / Elbe Stevens producties)
- 2015: De Boskampi's - Menno - regie Arne Toonen (Shooting Star Filmcompany / Hazazah Pictures)
- 2015: Het kogelgat van Château St. Gerlach (documentaire) - Camille - regie Robin Peeters (Mosasaurusfilm)
- 2014: Oorlogsgeheimen - Lambert - regie Dennis Bots (Rinkel film BV / Bijker film en TV (Gouden Kalf 2014, Rembrandt 2015))
- 2012: De verboden zolder (korte film) - Johan - regie Dick van den Heuvel
- 2011: Anatole (korte film) - Ludo - regie Elbe Stevens (Cinesud)

### Toneel
- 2025: Verdriet is het ding met veren - Jongen 2 - regie Erik Whien, Theater Rotterdam
- 2022: Blackbird - Una - regie Catoo Lustig, Amsterdamse Hogeschool voor de Kunsten
- 2020: Wolven Huilen Niet Alleen - Jagadisa - regie Charli Chung, Theater Frascati
- 2018: Le Carnaval de Venise - Leandre - regie Benjamin Abel Meirhaeghe, Toneelacademie Maastricht
- 2013-2014: On Golden Pond - Billy - regie Peter Tuinman, Niehe van Lambaart Theaterproducties

### Musical
- 2022: Dagboek van een herdershond - Erik Odekerke - regie Servé Hermans, Albert Verlinde Producties
- 2012-2013: Dik Trom - Dik Trom - regie Dick van den Heuvel, Rick Engelkes Producties
- 2010-2012: Kruimeltje - Kruimeltje - regie Caroline Frerichs, Rick Engelkes Producties
- 2008-2009: Ciske de Rat - Jantje Verkerk - regie Paul Eenens, Joop van den Ende Theaterproducties

### Televisieoptredens
- 2022: Musical Sing-a-long Uitmarkt - Dagboek van een Herdershond
- 2014-heden: De vloer op jr. (improvisatieprogramma van Human) - regie Floor Maas
- 2012: Musical Sing-a-long Uitmarkt - Dik Trom de musical
- 2011: Musical Sing-a-long Uitmarkt - Kruimeltje de musical
- 2010: Musical Sing-a-long Uitmarkt - Kruimeltje de musical
- 2010: Musical Awards Gala - Kruimeltje
- 2010: Wie wordt Kruimeltje? - winnaar televisiezoektocht Kruimeltje

### Voice over
- 2011: Cory in the House, Stanley
- 2011: The Boathouse Detectives, Max